# Stjepan Brčina
Stjepan Brčina (Drijenča, 14. veljače 1981.), hrvatski franjevac konventualac, misionar u Boliviji.

## Životopis
Fra Stjepan Brčina rođen je 14. veljače 1981. godine u Drijenči u Vrhbosanskoj nadbiskupiji. Najmlađi je od devetero djece. Nakon završetka srednje škole i odsluženja vojnog roka 2003. godine otišao je živjeti u Hrvatsku, u Pulu (Istra). Kao mladić bio je veoma aktivan u crkvi. Bio je ministrant, član župnog pastoralnog vijeća ... sve što se je moglo biti kao vjernik laik. U Puli je upoznao druge mlade ljude. U Puli je zajedno s mladima osnovao školu nove evangelizacije. Ovdje je bio aktivan šest godina. Vodili su različite duhovne vježbe, tečajeve koji su trajali po tri dana, rad s krizmanicima, različitim animacijama u župama ... Ovdje se je rodio njegov duhovni poziv. U Puli je upoznao franjevce konventualce. Godine 2006. ušao je u samostan ovoga reda. Novicijat je započeo 2007. godine na Cresu, a prve redovničke zavjete je položio 7. rujna 2008. godine. Poslije novicijata studirao je na Katoličkom bogoslovnom fakultetu (KBF) u Zagrebu, gdje je završio dvije godine filozofije. Nakon toga je poslan u Rim na završetak studija. Doživotne (vječne) zavjete položio je na blagdan Sv. Franje Asiškoga, 4. listopada 2011. godine. Za đakona ga je zaredio kardinal Josip Bozanić u Zagrebačkoj katedrali 25. listopada prošle 2014. godine. Trenutno je na postdiplomskom studiju u Rimu gdje se školuje za odgojitelja te studira franjevačku duhovnost. Puno se je bavio evangelizacijom još od prije. U Rimu je zajedno s drugim studentima osnovao evangelizacijsku zajednicu Sveglia Francescana (Franjevačka budilica), koja je nastala baš na poticaj papinih riječi, za redovnike da iziđu i svjedoče na ulice. Budući da je 2015. godina posvećenog života i da već četiri godine boravi u Rimu, želio je biti okrunjen tom milošću da za svećenika bude zaređen baš u Bazilici Svetog Petra u Vatikanu. U prosincu 2014. u Papin ured za liturgiju poslao je upit da li bi to bilo moguće. Oni su mu odgovorili pozitivno. Nikada nije razmišljao da će studirati u Rimu, a kamo li da će ga Papa zarediti. Kada je dobio pozitivan odgovor, naravno da je i sam bio vrlo oduševljen, i iznenađen.
Pokrenuo je uličnu evangelizaciju u Hrvatskoj. Donosi Isusa na periferije društva. Danas želi mlade kroz cijeli grad Zagreb povezati zavjetnim hodom svetom Antunu.